# Fool's Gold (groupe)
Pour les articles homonymes, voir Fool's Gold.
Fool's Gold est un groupe américain de rock indépendant, originaire de Los Angeles, en Californie. Il est fortement inspiré par les rythmes et les mélodies africaines. Le groupe est originellement composé de trois musiciens, dont Lewis Pesacov (guitariste) et Luke Top. Ils partagent une passion  pour la musique africaine, plus particulièrement congolaise, éthiopienne, malienne et érythréenne.

## Histoire

### Formation
Le groupe est formé en 2007 à l'initiative de Pescarov et Luke Top. Ce dernier quitte Israël à l’âge de trois ans pour les États-Unis. Pescarov, quant à lui, étudie la musique classique et la composition, avec un intérêt particulier pour Mark Randall-Osborn et Franklin Cox. Ils sortent leur premier album éponyme en 2009. Selon Luke Top, le nom du groupe proviendrait d’un voyage en Caroline du Nord.
Fool's Gold prend des allures de troupe en impliquant de nombreux musiciens parmi lesquels Garrett Ray, Jimmy Vincent, Matt Popieluch, la pop star latina Erica Garcia, le batteur du groupe The Fall, Orpheo McCord de Edward Sharpe and the Magnetic Zeros ou encore Michael Tapper, du groupe We Are Scientists. Fool's Gold donne des représentations au Hollywood Bowl, au Summerstage de Central Park, aux Black sessions à Paris, en France, ainsi que de nombreux festivals, de Glastonbury à Reading.

### Premiers albums
Réalisé en 2009, leur premier album est en partie enregistré au studio de Sunset Lodge, à Los Angeles, sous le label IAMSOUND Records, et sorti le 25 janvier 2010. La plupart des titres sont chantés en hébreu.
Après quelques tournées, le groupe est composé du bassiste et chanteur Luke Top, du guitariste Lewis Pesacov, du batteur Garrett Ray, du multi-instrumentaliste Brad Caulkins, et du percussionniste Salvador Placencia. Pour leur deuxième album, Leave No Trace, Luke Top décide de chanter en anglais. « Chanter en hébreu sur le premier album m’a permis de placer ma voix ; cela ma permis de sortir de ma coquille et me laisser aller en tant que musicien et auteur compositeur. Lorsque l’album a commencé à prendre forme, j’ai su qu’il fallait passer à l’anglais, ma langue maternelle. C’est beaucoup plus personnel et nuancé, il devenait important d’exprimer mes idées aussi clairement que possible, pour moi tout comme pour les auditeurs ». Ils participent également à la tournée des Red Hot Chili Peppers en 2011.
En 2015, le groupe publie son troisième album studio, Flying Lessons au label ORG Music.

## Discographie

### Albums studio
- 2009 : Fool's Gold (CD et 33 t) (Iamsound)
- 2011 : Leave No Trace (CD et 33 t) (Iamsound)
- 2015 : Flying Lessons (CD et 33 t) (Org Music)

### Singles
- 2009 : Surprise Hotel, édition limitée 45 t (Iamsound)
- 2010 : Nadine, édition limitée 45 t (Iamsound)